# 诺顿一世
约书亚·亚伯拉罕·诺顿（英語：Joshua Abraham Norton，1818年2月4日—1880年1月8日）又称“诺顿一世”（Emperor Norton I），美国旧金山市民，分別在1859年9月17日和1863年自封为“美利坚合众国皇帝”（Emperor of the United States）和“墨西哥攝政王”（Protector of Mexico）。尽管他无职无权，也只有一些拿他开心的人承认他的“权威”，但是他还是在旧金山受到了禮遇，他发行的“货币”在他常光顾的店铺被接受。他曾给英国维多利亚女写信，而且在其逝世时，当地媒体和民众对他尊称“皇帝陛下”。
雖然他一般被認為精神不正常，甚至疯狂，但在19世紀中期，舊金山的居民们很以他的存在、幽默和行为为乐。他最声名远播的行為是下令用武力解散美國國會（但旨令被美國國會和美國軍隊忽略），並且屡次下旨要求修造橫跨舊金山灣的大橋。美國小說家馬克·吐溫是諾頓一世「統治」期間的其中一名「臣民」，據說馬克·吐溫其中一本著作中的國王角色是以諾頓一世为原型的，而羅伯特·路易斯·史蒂文森、莫里斯、勒內·戈西尼、塞爾瑪·拉格洛夫和尼爾·蓋曼筆下也有以他為原型的角色。甚至有一些新宗教團體視他為聖人。

## 早期的生活
諾頓一世出生于英国，但日期和出生地紀錄有多个版本。舊金山纪事報在諾頓一世的訃文中表示：「根据最可靠的資訊來源」（即援引他棺材上的銀盤刻印），認為他「年約65歲。」由此推出1814年為他的出生年。而其他非主要來源則指出他於1819年2月14日在倫敦出生。
根據1820年移民紀錄表明，他兩歲時随父母由英國移居到南非。南非洲家譜學會表示，他的父親是約翰·諾頓（卒於1848年8月），而他的母親是薩拉·諾丹。薩拉是亞伯拉罕·諾丹的女兒，也是猶太客商本傑明·諾丹的甥女。本傑明曾经常起訴家庭成員，这让人觉得他不太正常。這说法和羅拔·高雲（1923年）聲称「那個皇帝諾頓一世擁有希伯來（猶太）血統」相吻合。
1849年，諾頓繼承父親的遺產後，變賣父親莊園，得到四万美元，從南非移居到了舊金山。据羅拔·高雲在1923年所说，在1853年以前，諾頓的財富積累了到二十五万美元。他最初的商业成功来自于房地产投资。后来，由於太平天國之亂，中國发生了嚴重的飢荒以至于中國不再出口大米，从而使米價在舊金山由每磅4美分狂飆到每磅36美分（即一公斤9美分升到一公斤79美分）。他聽说有一艘從秘魯来的船上载有20萬磅（100噸）米後就把它全部买下，希望哄抬米市。不幸的是，之後一船接着一船的大米自秘魯运抵舊金山，米價大幅回落。結果他和他的財政夥伴在1853年和1857年興起訴訟。雖然諾頓在一般法院獲得勝利，但他最终在最高法院敗訴。1858年，諾頓宣佈破產。他接著離開了城市幾年，返回之後很快向市公告局宣佈了他的皇帝称号。
沒有任何文件表明諾頓在破产之前個性或行为有何異常，因此不知他的怪癖是否為心理問題，或是由於1850年代的中國大米事件刺激所致。在他突然的損失財富之後，諾頓似乎變得有些（沒有被適當的診斷過）“奇怪”，開始想像自己是偉大的人物，但很可能所有他的聲明和行为都是对于貧穷的压力而产生的富于创意的反应。

## 皇帝旨令

### 自封皇帝
由于對聯邦和加州政府的政治結構的不完善而越來越不滿，諾頓决定亲自解决。於是諾頓在1859年9月17日給当地各種各樣的報紙写信，在信件中概略地自稱“美利堅合眾國皇帝”：
——「根據大多數的美利堅合眾國公民的請求，我，約書亞·諾頓，從前居住在亞高那海灣的好望角，最近九年零十個月居位在加利福尼亞的舊金山，宣布和自封為美利堅合眾國皇帝。我並且任命德性之當局，特此下令於2月第1天，不同聯邦的代表聚集在這個城市之音樂廳。接着，立即改變聯邦現有的法律，改良奴役國家勞動者的惡法，使其從此重回生存之信心，並在國內國外，都感受到我國的穩定和廉正。

諾頓一世，美利堅合眾國皇帝」
他偶爾會增加「墨西哥攝政王」這個封號。从此他開始了史無前例，異想天開，对整個美國歷史可能無關緊要卻著實影響了舊金山人民生活的21年的“統治”。

### 解散國會
為符合他自封皇帝的角色，諾頓一世發布了許多旨令。他自視拥有足够的权力，所以不再須要立法機關。在1859年10月12日，他下旨宣布正式「解散」美國國會。他並且认为：
——「…………欺騙和腐敗充斥阻礙公眾言論。法律因為政治派系過度的影響，已由暴民、黨派、和黑幫被公開侵害。公民沒有得到應有的人身和財產保護。」
所以，皇帝命令「各個利益集团」在1860年2月會集在舊金山的帕斯音樂廳「補救被大家抱怨的罪惡」。
1860年1月，在另一个「旨令」中，皇帝諾頓一世召喚軍隊廢除國會的當選議員：
——「鑑於，華盛頓市有一群人自稱國會議員，這違反了10月12日發表宣布國會被廢除的皇家法令；

鑑於，朕有必要嚴密地遵照帝國的旨令；

現在，因此朕命令和指示軍隊的最高司令官，陸軍少將史考特，收到朕的旨令後，立刻以適當的力量清洗國會大廳。」
諾頓一世的「命令」當然對軍隊起不了任何作用，國會同樣依然照常运作。1860年諾頓一世進一步發布「旨令」聲稱解散共和國和禁止所有國會的議員集会。这个指令像所有諾頓一世的旨令一樣，華盛頓政府和国内大多数人對此都不屑一顧。諾頓一世在他的整个「統治」期间从未放弃反對美國當選領導者的鬥爭。但最終看起來諾頓一世像是有些遗憾地接受國會繼續沒有他的允許仍会存在的事实。
他企圖推翻美國當選政府的行動被挫敗後，諾頓一世把他的注意力和宣旨轉移到其它政治和社會事物。例如。在1869年8月12日，「為希望緩和朕的領土中黨與黨的衝突」他「廢除了」民主黨和共和黨（美國南北戰爭之時，諾頓一世曾去信總統亞伯拉罕·林肯和南方總統傑斐遜·戴維斯，要求他們到舊金山作停戰談判，但兩人皆沒有理會他）。还有一次，1872年他针对对他的第二故乡舊金山（圣弗朗西斯科）有人称呼不敬而宣佈一項特別嚴厲的法令：
——「任何人在本警告之後，依然說出这个没有任何语言学或其他根据的噁心詞語“弗里斯科”（“Frisco”，三藩市在英語的一种简称），將被視為有罪和犯上，并须支付二十五美元入皇家財庫作為懲罰。」

### 下旨建橋

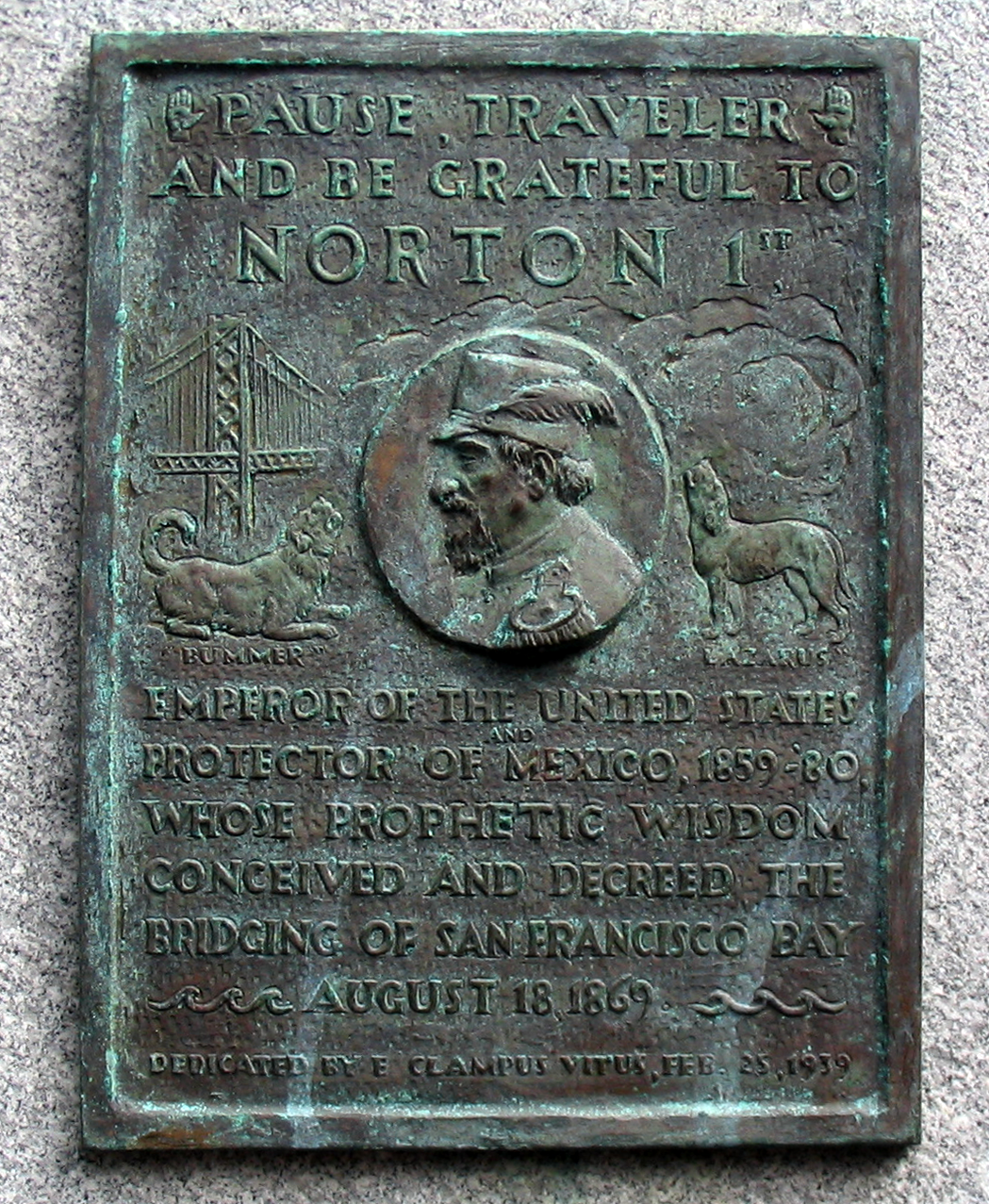
感念諾頓一世下旨建橋的紀念碑

如果对这一連串「皇家法令」进行分析，很有理由怀疑这位美國的唯一一位「君主」的精神状态。然而，没有人可以精確地診斷諾頓一世的心理，因为關於他的行為的所有纪录都是些奇闻逸事。可能他視自己為「大人物」的錯覺也許源自和這种症狀有關連的精神分裂症。但是還是有可能，他不過是患有其它類型的輕微精神病，甚至他是神志正常的。
虽然他的心理情況的確異於常人，但無可否認，諾頓一世在一些場合中卻非常有遠見，並且在一定數量的「皇家旨令」中顯示了深刻智慧。在他的許多旨令之中是要組成「國際聯盟」，並且明令禁止任何一种宗教派别之间的紛爭或衝突。皇帝並且下旨要求建造連接奧克蘭和舊金山的吊橋，他的后来旨令由于政府當局没有立即奉旨执行而日益愤怒：
——「鑑於朕發布了旨令，下令舊金山和奧克蘭的公民筹資，勘測從奧克蘭通過山羊島建造一座吊橋，或者修一条隧道，并决定哪个方案更可行；但是这些公民至今依然忽略朕的旨令，为了维护當局权威；因此，朕特此命令，如果他們堅持忽略朕的旨令，將命令軍隊拘捕城市之父委員會的委員。

在舊金山以吾帝之手蓋上璽印，1872年9月第17天。」
和大多數旨令不同，這個旨令最終被「執行」了。1933年至1936年年間，横跨舊金山灣的舊金山-奧克蘭海灣大橋（又稱海灣大橋）建成。1969年至1972年年間，湾区捷运（舊金山地下鐵）的连接舊金山和奧克蘭的灣下隧道被打通了。

### 外交关系
诺顿一世在位期间与夏威夷国王卡美哈梅哈五世保持通信联络，并取得后者承认。卡美哈梅哈五世宣称诺顿一世为“全美国唯一的统治者”。与此之外，诺顿曾于1877年在旧金山会见巴西皇帝佩德罗二世。诺顿也曾向英国女王发信但未被回复。

## 「皇帝」的生活

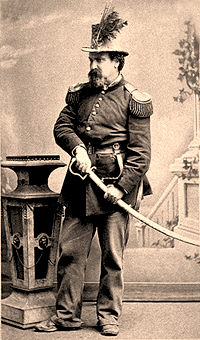
皇帝諾頓一世經常在舊金山街道漫步，穿著一身藍色軍服，和失去光澤的鍍金肩章。

諾頓一世每日的活动有相當好的纪录。他每天穿著一件精心製作的藍色軍服，和失去光澤的鍍金肩章（由美國舊金山要塞的陸軍崗位官員所給予），戴着孔雀羽毛和玫瑰花飾裝飾的海狸帽子，檢視他的「統治地區」（舊金山街道）。他頻繁地用文明杖或傘來擺姿勢增强「皇帝」形象。在他的檢視期間，諾頓一世會審查路邊和纜車、公共資產的修理狀況、警察出現的情況，而且如果他的「臣民」需要，他會樂意幫忙。他常常會对附近的人們就各种題目发表长篇哲學演说。
他在一次「巡訪」中，进行了他最著名的行動之一。在1860年代和1870年代期間，舊金山贫民區發生了多起“反華人游行”事件，有几次甚至引發有傷亡的暴动。
關於上述事件還有另一種說法指出這些暴動主要是由加州工黨領袖丹尼斯·科爾尼所煽動，皇帝則於一次集會中當面跟科爾尼對峙，雖然最終沒有獲勝，但已經嚴重動搖了其權威。

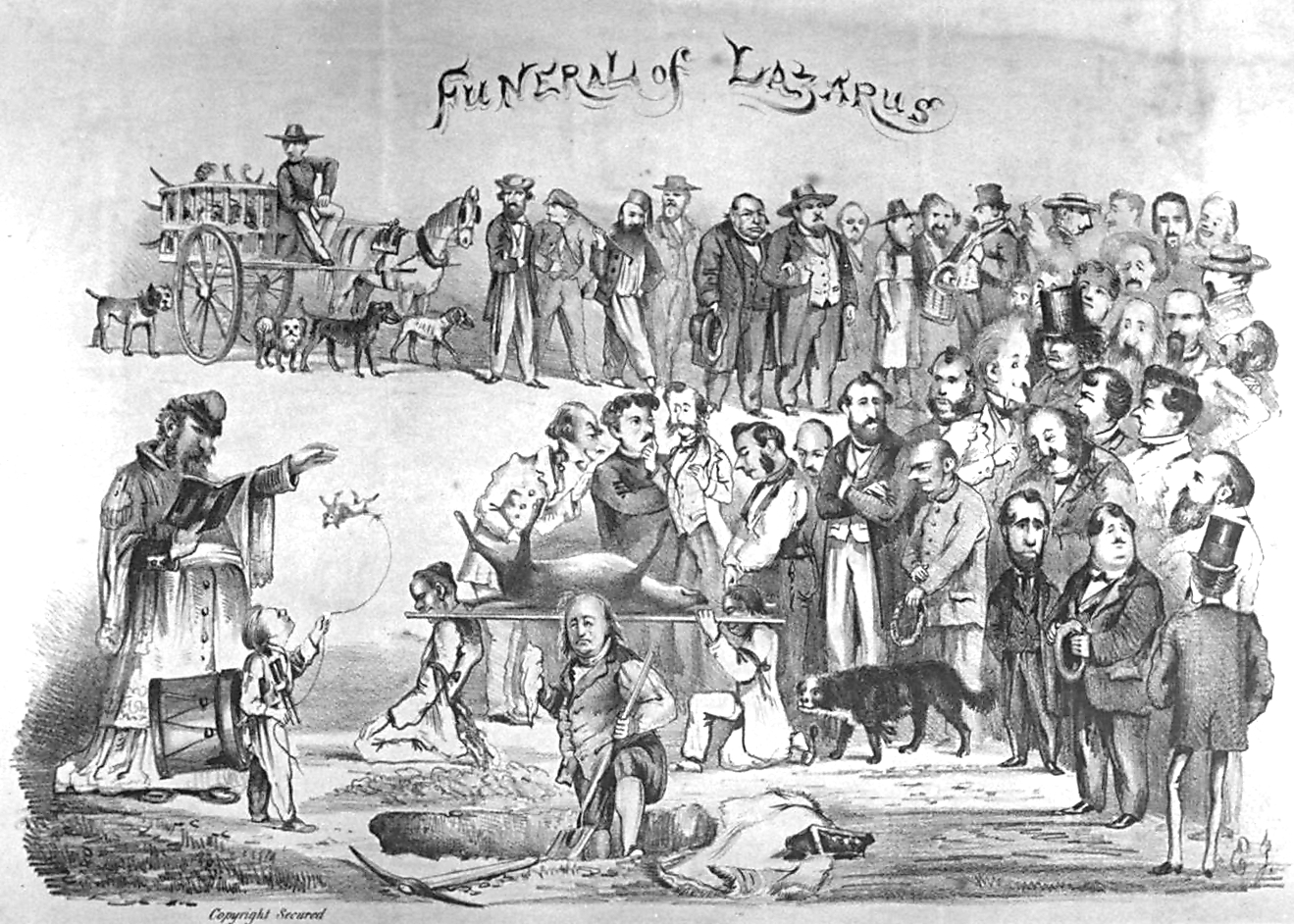
諾頓一世穿著教皇的服飾，參加「皇家犬」Lazarus的葬禮。

明顯地，諾頓一世得到舊金山市民的愛戴和尊敬。雖然身無分文，但他是舊金山几家最好的餐館的常客，這些東主於是在餐館門口掛上黃銅匾，宣稱：「深受美利堅合眾國皇帝諾頓一世喜愛的餐馆。」從任何一个角度看，「皇家認可」對企業而言似乎百利而無一害。舊金山的劇院和音樂廳等等都會預留位子給諾頓一世和他兩隻混種狗，Lazarus和Bummer。（順帶一提，1863年，Lazarus被舊金山消防隊的車輾過死亡（亦有一說是誤食了含有老鼠藥的牛肉而死），公众進行過哀悼。1865年，第二隻狗Bummer病死（另說是死於一名叫里皮的醉漢的毆打），知名文豪馬克·吐溫非常感動以至于為「皇家犬」寫墓誌銘，說牠：「得享天年、榮譽、疾病、和跳蚤。」）
1867年，爆发了一件醜聞：一名叫亞門得·巴比爾的新任警察在巡邏時逮捕了諾頓一世。這次事件導致舊金山市民的公憤，報紙社論猛烈批評警方。結果警察局長帕特里克·高理迅速代表警察向諾頓一世正式道歉平息了此事。而精神治療委員觀察過「皇帝」後表示：「他沒有手染鮮血；沒搶奪過別人的財富；而且沒有橫徵重稅危害國家；这比和他同样的别人要强。」諾頓一世寬宏大量，授予那犯了謀反罪的迷失年輕警察以「皇家大赦」。可能由於這則醜聞，舊金山的所有警察以後見到諾頓一世經過街道時都向他行敬禮。
諾頓一世的地位确实受到了某些象徵性的承认：1870年人口普查中紀錄着約書亞·諾頓居住在商業街624號，并列出他的職業：「皇帝」。諾頓一世偶爾為了支付某些債務而發行他自己的纸幣，算是一种地區貨幣，一般被舊金山商家当作法定貨幣接受。他从未由于贪婪而发行大量或大面额的纸币，这也是他的纸币被人接受的原因之一。（这些纸幣通常面值由50美分到10美元不等，其中大部分都在諾頓手頭寬裕時贖回，少數留下來的最近被拍賣，價值升到数千元。）当时的美国正处于南北战争期间，南北双方政府都发行纸币，且那些纸币的价值随着双方战事的胜败而涨落。在舊金山，双方的纸币都没有得到承认，主要的货币还是黃金與白银。諾頓的纸币是当时在当地唯一得到承认的纸币。
無疑地，舊金山市政府是最尊敬諾頓一世的。當諾頓一世的制服開始破舊，舊金山市議會在正式儀式后给他拨足夠的銀錢以替換皇家制服。作为回报，諾頓一世致信感謝市議員们的客氣，并賜予他們「終身貴族」的權利。

## 駕崩
在諾頓一世的「皇朝」末期，有很多关于他的謠言和猜想。一個普遍的故事傳聞是，他實際上是法國皇帝拿破崙三世的兒子，自称来自南非是為防止被迫害。（要真是拿破崙三世的私生子，拿破崙三世必须三岁时就生了他；實際上，拿破崙三世的獨子歐仁·波拿巴，於1879年在祖魯戰爭中死去。）其它普遍的傳言中，諾頓一世計劃與英國维多利亚女結婚。這當然完全沒有事實基礎，但他确实曾和女王通过几次信。而且据报道他会見過真正的皇帝：巴西皇帝佩德羅二世。最後一個謠言是：諾頓一世實際上非常富裕，但由於小氣所以看起來貧窮。
除謠言之外，一部份的「旨令」也多半是偽造的。有人將伪造的旨令送到报社并付印。甚至有至少幾次，懷疑是報紙编辑自己起草虛擬旨令來达到自己的目的。舊金山博物館擁有所有相信是真正旨令的列表。
在1880年1月8日晚上，約書亞·諾頓在前往科學院演講途中，於加利福尼亞街和杜邦街（現在格蘭特大道）的交口暈倒。他暈倒後立刻被一位市民注意并报警，之後，根據一張報紙所述：「警察快马扬鞭地驅使马车將他送到市立醫院。」然而諾頓一世在马车到達之前「駕崩」，享年61岁。
第二天，舊金山纪事報出版了他的訃文，訃文首頁標題印上Le Roi est Mort（皇帝駕崩了）。在文中語氣充滿悲傷，文章恭敬地報道：「在曲折的路上，月隐雨飘的闇夜中，......，諾頓一世，承蒙上帝的祝福，美利堅合眾國皇帝和墨西哥攝政王，魂歸天國。」另外一家舊金山的主流報紙晨间通訊，在頭版文章發表了一篇文章使用幾乎相同的標題：「諾頓一世，承蒙上帝的祝福，美利堅合眾國皇帝、和墨西哥攝政王，魂歸天國。」).
諾頓其实很富有的謠言迅速不攻自破，諾頓一世死時非常貧窮，在他家找到的錢不過几个美元。他身上有五、六美元，並且在他位于商業街的家搜尋之后人们发现，「皇家財庫」只有$2.50美元，以及他收集的拐杖，破破爛爛的軍刀，他與維多利亞女王的書信，和一個不值錢金礦的「1,098,235股股票」。
最初准备喪禮时，人們用窮人使用的紅杉木製簡單棺材來作諾頓一世的永眠之所。但是，太平洋俱樂部（一个舊金山商人的协会）的成員认为这种安排完全不能接受。迅速地筹集到葬禮資金以後，该俱樂部的成員購買一個豪華的玫瑰木棺材，并為諾頓一世安排了一个体面的告別仪式。報告表明「......从資本家到窮人、从神職人員到扒手、从穿著體面的夫人到那些被社會拋棄的人的社会各阶层」都对他表示敬意。
諾頓一世的葬禮被認為是一次莊嚴、悲哀的大事件。一些報道認為有多達三万人排列在街道两旁作最後致敬，並且送葬禮行列長達两英里（三公里）。舊金山市政府出钱把他埋葬在舊金山市共濟會的墓地。在他的葬禮的第二天，1880年1月11日，舊金山天空因日全蝕而「黯然失色」。
1934年，依然是舊金山市政府出钱，諾頓一世的遺骸被轉移到在戈馬輝煌的活羅倫公墓中。他的故事在他的死亡以後被逐渐遺忘，他永眠的地方只有一塊小石頭標記；但是，他的傳奇在1960年代期間重新變得广为人知。在他的當前的墓碑刻上「諾頓一世，美利堅合眾國皇帝、和墨西哥攝政王，約書亞·A·諾頓，1819-1880」（見圖）。政治活動家異装皇后何塞·莎丽亚自稱“她”是「偉大的舊金山女皇何塞一世，諾頓一世的遗孀」，並且每年一次為死去多年的「丈夫」在歐式早餐之前舉行紀念活动，以使他的传奇重新在世人当中家喻户晓。同时她敦促活羅倫公墓出钱提供一塊更加堅固的墓碑。
於1980年1月，舊金山舉辦了許多紀念活动，紀念美國空前（而且也很可能绝后）的「皇帝」諾頓一世駕崩一百週年。

## 最近發展
在2004年12月14日星期二，諾頓一世為早期促進在舊金山和奧克蘭之間建一座橋梁的努力被承认。舊金山市議會批准要求將舊金山-奧克蘭海灣大橋新桥以諾頓命名的动議。舊金山纪事報政治漫畫家菲爾·法兰克在他的漫畫Farley中首先提出这个想法，并由選區就是諾頓一世從前居住過街区的議員艾倫·帕斯堅正式提出动議。

## 合法和爭論

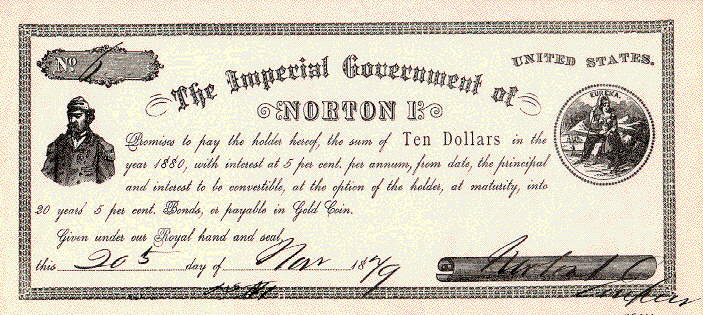
由「皇帝諾頓一世」發布的十元美金。

在諾頓一世死後一個多世紀，某些人民聲稱諾頓一世是事實上的美國皇帝。儘管作為國家的「最高法律」的美國憲法，授予最高行政權力給總統，而且得到一般公民认同（但也有例外：美國內戰、不合作主義等），諾頓一世的支持者認為，得到人民的肯定和證實便是合法。他們認為，諾頓一世的確是皇帝，至少在舊金山是（諾頓一世在位期間正值美國內戰時期），正如中國三國時代的三位國君在分裂的中國中同時都是中國皇帝。
雖然實際上未必有「美利堅合眾國皇帝」这个虛銜的存在，但舊金山地區的公民承認諾頓一世的地位和称号，这使得这一切是有效的。這被視作傳統權威或魅力型權威：諾頓一世通过「好像這個職位及其权利确实存在一样」地来行动，而創造了这个位置。他是否真有职权无关紧要，因為事实上很多時候，人們想做什麼和他要人們做什麼互相吻合。
實際上，諾頓一世沒有帝國、臣民、政府或政治力量；人們自愿跟隨皇帝的法令，接受他的「貨幣」，承认他的皇帝称号，並不是因為它合法或符合法律而承認他的旨令。諾頓一世的支持者同意他就照他说的作，不同意就不理会而已。
也有人认为这些讨论都很无聊。諾頓一世不过是个和蔼有趣的想做皇帝的老头，这并不碍别人什么事。虽然称帝和行使帝位的权利的必要条件引发了不少有趣的争论，他的皇帝生涯对后世的影响就远没有那么严肃。他的空前大胆的举止深刻影响了「Discordianism教派」的形成。

## 諾頓一世對公眾的影響

### 食物
- 諾頓皇帝義大利餐廳是一間在加利福尼亞圣何塞（页面存档备份，存于）南部的義大利餐廳。
- 加拉迪爾巧克力公司，舊金山的巧克力製造商，其中一種稱為「諾頓皇帝」，內裡有二隻香蕉和幾枚堅果。公司另外有五盎司的「諾頓皇帝」糖果。
- 建基於奧克蘭的舊金山麵包公司生產5.5盎司或12盎司袋装的「諾頓皇帝發酵快餐片」。
- 在舊金山北灘，舊金山釀造公司生產慕尼黑风格的「諾頓皇帝強麥酒」（页面存档备份，存于）。

### 網路
- 其他人設法使諾頓一世為他們自己所用：1999年，有人報告了（通過灵媒）諾頓皇帝發布了一個新旨令，將他的皇家領域延伸至Usenet。

### 文學
- 皇帝諾頓的故事被用在由尼尔·盖曼所著的漫畫書The Sandman中的一章《三個九月和一个一月》中。书中諾頓是狄斯帕尔（意“绝望”）的受害者，后来狄斯帕尔的兄弟摩非斯（梦神）給他一个夢想救了他。
- 一篇羅伯特·蕭化巴所寫的短篇小說，《在午夜的宮殿》書中地點是浩劫之后的加利福尼亞，那里有一个舊金山帝國。帝國的皇帝是患有老年痴呆的諾頓七世。

### 音樂
- 在2005年12月，舊金山上演了以諾頓的一生為题材的音樂剧。

### 宗教
- 新宗教「Discordianism」視他為聖人。[3]

### 軟件
- 有一个為Unix系統为主的娱乐軟件包叫做「諾頓皇帝軟件包」，名称来自諾頓一世和著名商用软件「諾頓軟件包」的作者彼得·諾頓。

### 電視
- 一个美國西部電視節目《致富之源》，有一集（第七季225集）題為：「諾頓皇帝」，在1966年2月27日首映。情節中，諾頓皇帝因為要求改善礦工安全以致官司缠身。马克·吐温等人在一个听证会上帮助諾頓。该电视剧还提到了諾頓的吊桥构想。
- 中国著名UP主小约翰可汗于2021年8月27日上传名为《人在美国如何当皇帝？【硬核狠人07】》的人物介绍视频，获得累计1000万播放量

## 註腳
1. 1 2  John Lumea, "Setting the Record Straight on the Famous Emperor Norton Obit(s)" 的存檔，存档日期February 5, 2020，., The Emperor Norton Trust, December 15, 2017.
2. ↑  .   [2006-10-20]. （原始内容存档于2006-09-23）.
3. 1 2  Metzger, Richard. . New York: The Disinformation Company. 2003: 158. ISBN 978-0-9713942-7-8.
4. 1 2  《國王駕崩》 （页面存档备份，存于） 三藩市紀事報，1880年1月11日. San Francisco Chronicle Reader (1962))，2006年9月19日存取
5. 1 2 3 4 5 6 7  Cowan, Robert. .  (加利福尼亞州歷史上的社會). October 1923  [2006-09-18]. （原始内容存档于2018-09-24）.
6. ↑  Drury, William. . New York: Dodd, Mead & Company, Inc. 1986. ISBN 978-0-396-08509-6.
7. ↑  Dakers, Hazel. . 南非洲猶太人家譜. JewishGen.org. 2000-04-06  [2006-09-18]. （原始内容存档于2007-09-30）.
8. ↑  Oesterle, Joe; Mike Marinacci; Mark Moran; Mark Sceurman; Greg Bishop. . New York: Sterling Publishing. 2006: 102. ISBN 1-4027-3384-4.
9. 1 2 3 4 5  Gazis-Sax, Joel. . 1998  [2007-04-25]. （原始内容存档于2007-01-26）.
10. 1 2  《約書亞·亞伯拉罕·諾頓》 （页面存档备份，存于）三藩市的虛擬博物館，2006年9月19日存取.
11. ↑  Lamb, Bill. . ThoughtCo. （原始内容存档于2020-10-28）.
12. ↑  《Lazarus的葬禮》 （页面存档备份，存于）三藩市的虛擬博物館，2006年9月15日存取.
13. ↑  John Lumea, "Joshua Norton in the Census of 1870," 的存檔，存档日期March 1, 2022，. The Emperor Norton Trust.
14. ↑  《諾頓皇帝發行的鈔票》 （页面存档备份，存于） Wells Fargo History Museum, www.zpub.com, 2006年9月19日存取
15. 1 2  《國王駕崩》 （页面存档备份，存于） 三藩市紀事報，1880年1月9日，www.notfrisco.com，2006年9月19日存取
16. ↑  Espenak, Fred   日蝕：1801 CE至1900CESolar Eclipses: 1801 CE to 1900 CE （页面存档备份，存于） NASA Goddard Space Flight Center，2006年9月20日存取
17. ↑  Herel, Suzanne. . San Francisco Chronicle (Hearst Communications). December 15, 2004: A–1  [July 12, 2008]. （原始内容存档于September 20, 2008）.

## 外部連結
- 皇帝諾頓一生的年表（页面存档备份，存于）
- 諾頓頒布的法令（页面存档备份，存于）
- 諾頓的另一個列傳
- 諾頓一生的記錄（页面存档备份，存于）
- Rotten.com上的簡歷
- 有關以諾頓命名海灣大橋的新聞（页面存档备份，存于）